# إيغور تراتنيك
إيغور تراتنيك (بالسلوفينية: Igor Tratnik)‏ مواليد 14 يونيو 1989 في ليوبليانا، جمهورية يوغوسلافيا الاشتراكية الاتحادية، هو لاعب كرة سلة سلوفيني. بدأ مسيرته الاحترافية في سنة 2006. يلعب مع زلاتوروج لاشكو في الدوري السلوفيني لكرة السلة. يحمل الرقم 3. لعب مع نادي دومدجالي لكرة السلة ونادي فالور.

## روابط خارجية
- إيغور تراتنيك على موقع الاتحاد الدولي لكرة السلة (الإنجليزية)
- إيغور تراتنيك على موقع كرة السلة الأوروبية.كوم (الإنجليزية)
- إيغور تراتنيك على موقع ريلجم (الإنجليزية)
- إيغور تراتنيك على موقع بروبوليرز (الإنجليزية)